# Wit gat

Een diagram van de structuur van maximaal uitgebreide ruimtetijd van een zwart gat. De horizontale richting is ruimte en de verticale richting tijd.

Een wit gat is in de astrofysica een hypothetisch gebied in de ruimte waar materie of energie niet binnen kan dringen. Een wit gat is daarmee het tegenovergestelde van een zwart gat, waaruit materie noch energie kunnen ontsnappen.
Hoewel witte gaten het probleem van energiebehoud op lijken te lossen, is hun bestaan nog zeer speculatief, temeer daar zij de tweede wet van de thermodynamica lijken te overtreden. Vooralsnog zijn witte gaten nog nooit waargenomen, maar het is mogelijk dat witte gaten eigenlijk gammaflitsen zijn. Een andere speculatie is de hypothese dat quasars eigenlijk witte gaten zijn in plaats van superzware zwarte gaten.

## Een reis naar parallelle universums
Objecten die in een zwart gat vallen, worden volledig vernietigd. Toch zijn er theorieën dat een zwart gat een verbinding kan zijn met een ander parallel universum. Elk object dat in een zwart gat wordt gegooid, wordt door elkaar geschud en vernietigd door de enorme zwaartekracht van het zwarte gat. Als deze hypothese klopt en er een verbinding tussen een zwart en een wit gat bestaat, dan kan alleen energie de reis maken. Bij witte gaten is de zwaartekracht negatief, alles wat het zwarte gat heeft opgezogen wordt er via een wormgat bij een wit gat weer uit geworpen in de vijfde dimensie.
In sciencefictionverhalen, bijvoorbeeld in Storm van Don Lawrence, wordt de verbinding tussen een zwart gat en een wit gat weleens gebruikt als een methode om te reizen.